# Castello di Cloughoughter
Il castello di Cloughoughter (in Irlandese: Cloch Locha Uachtair) è un castello circolare in rovina, la cui costruzione risale al XIII secolo, costruito su una piccola isola del lago Lough Oughter, che si trova a poco meno di cinque chilometri dal centro cittadino di Killeshandra, nella Contea di Cavan in Irlanda.